# Amorphophallus dunnii
Amorphophallus dunnii är en kallaväxtart som beskrevs av William James Tutcher. Amorphophallus dunnii ingår i släktet Amorphophallus och familjen kallaväxter. Inga underarter finns listade.

## Bildgalleri

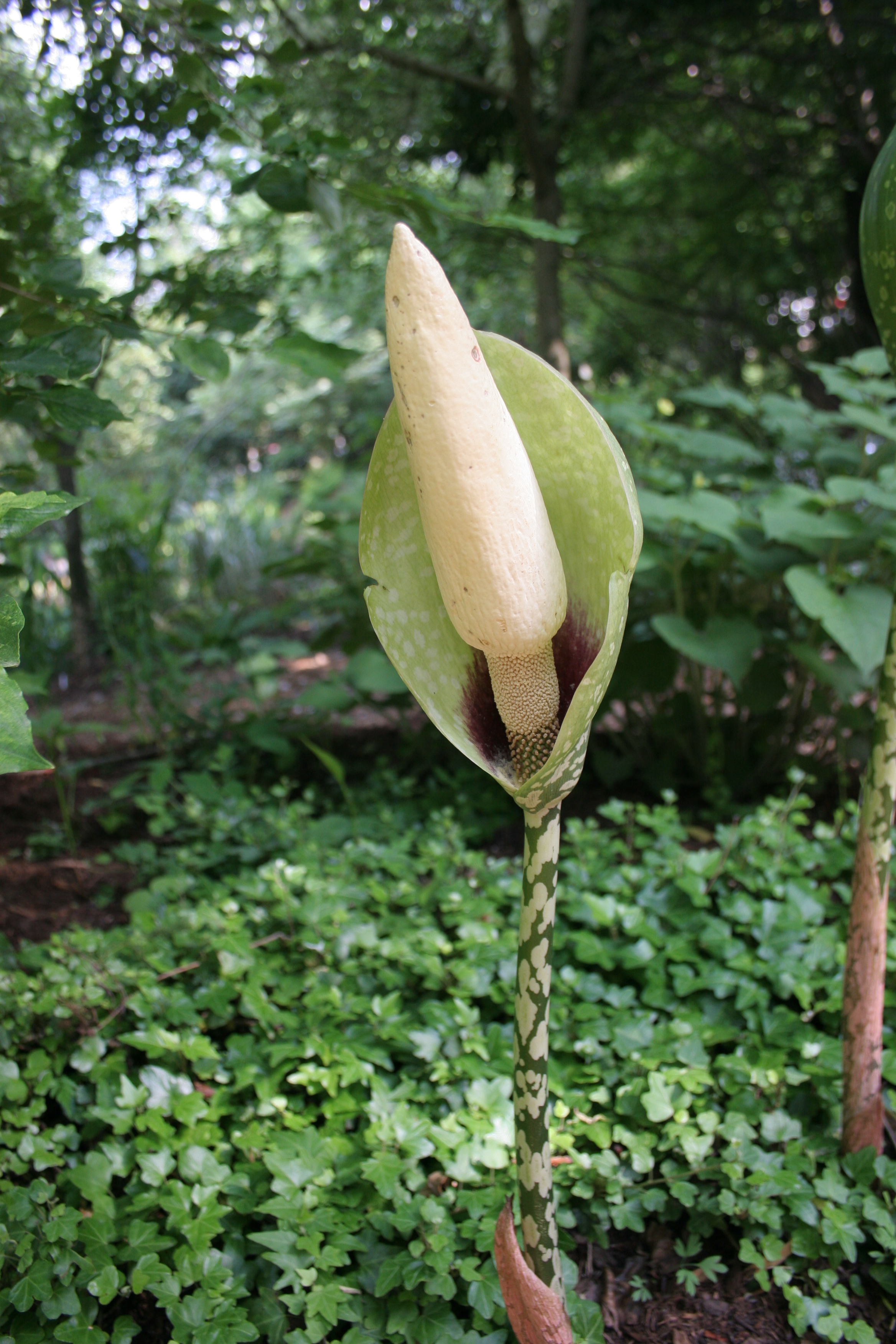